# ドラブル (映画)
『ドラブル』（原題：The Black Windmill）は、1974年に公開されたドン・シーゲル監督作のイギリス・フランス・アメリカ合作映画。本作はクライヴ・イーグルトンの小説『殺しへの7日間』（Seven Days to a Killing）を原作としている。

## キャスト
| 役名                   | 俳優                       | 日本語吹替                                                                                                |
| 役名                   | 俳優                       | フジテレビ版                                                                                              |
| ---------------------- | -------------------------- | --- |
| ジョン・タラント       | マイケル・ケイン           | 井上孝雄                                                                                                  |
| アレックス・タラント   | ジャネット・サズマン       | 平井道子                                                                                                  |
| セドリック・ハーパー   | ドナルド・プレザンス       | 大塚周夫                                                                                                  |
| マッキ―                | ジョン・ヴァーノン         | 森川公也                                                                                                  |
| シール・バロウズ       | デルフィーヌ・セリッグ     | 増山江威子                                                                                                |
| エドワード・ジュリアン | ジョセフ・オコナー         | 宮川洋一                                                                                                  |
| アルフ・チェスターマン | クライヴ・レヴィル         | |
| レイ                   | ジョス・アクランド         | |
| メリッサ・ジュリアン   | キャサリン・シェル         | |
| ベイトソン             | デニス・クイリー           | |
| マイク・マッカーシー   | エドワード・ハードウィック | |
| ジェーン・ハーパー     | モーリーン・プライアー     | |
| ミス・モーリー         | ジョイス・キャリー         | |
| イルケソン             | プレストン・ロックウッド   | |
| 不明 その他            |                            | 村松康雄 寺島幹夫 松田辰也 石井敏郎 池田真 高村章子 嶋俊介 千田光男 飯塚昭三 田中康郎 中島喜美栄 北村弘一 |
|                        |                            | |
| 演出                   | 演出                       | 高桑慎一郎                                                                                                |
| 翻訳                   | 翻訳                       | 山田実 |
| 効果                   | 効果                       | PAG |
| 調整                   | 調整                       | 田中英行                                                                                                  |
| 制作                   | 制作                       | グロービジョン                                                                                            |
| 解説                   | 解説                       | 高島忠夫                                                                                                  |
| 初回放送               | 初回放送                   | 1981年3月13日 『ゴールデン洋画劇場』                                                                      |

## スタッフ
- 監督：ドン・シーゲル
- 製作：ドン・シーゲル
- 製作総指揮：デイヴィッド・ブラウン、リチャード・D・ザナック
- 脚本：リー・ヴァンス
- 原作：クライヴ・イーグルトン
- 撮影：オウサマ・ラーウィ
- 音楽：ロイ・バッド
- 編集：アンソニー・ギブス